# ぱすてると〜ん通信
『ぱすてると〜ん通信』(ぱすてるとーんつうしん)は、わかつきめぐみによる日本の漫画作品。『LaLa大増刊』『LaLaスペシャルWendy』『LaLaスペシャルCindy』(白泉社)で、1982年4月から1987年1月まで連載。花とゆめコミックス(全2巻)が刊行された。

## 概要
作者のデビュー作「春咲きハプニング」をシリーズ化した連作短編。『LaLa』本誌に連載された「不協和音ラプソディ」（1982-84年）「月は東に日は西に」（1985-86年）と並行して『LaLa』の増刊誌に断続的に連載され、完結に5年を要した。米国と思われる地方都市のアパートを舞台に、家族の関係構築や自己実現を模索する若者の姿を描いた。
作者の投稿作(第35回ララまんがスクール準トップ賞受賞)で初の雑誌掲載作「ドッグス・ウィーク」(1981年LaLa11月号掲載、単行本1巻収録)のキャラクターも登場する。

## あらすじ
親の転勤のためにアパート「屋上庭園荘」での一人暮らしを始めたラズは、向かいの青年レヴィンの部屋に居候する家出少年ティンのいたずらに手を焼く大変な毎日を送り始めるが、そんな彼らが抱える家族のいない寂しさにも気づき、ともに悩みながら彼らの問題を解決しようと模索する。

## 主な登場人物
ラズ・マキャフリィ
主人公。両親の転勤で屋上庭園荘の2階に引っ越し、一人暮らしを始めた女子学生。単純な性格でティンに言いようにからかわれるが、他人の思いに人一倍敏感な心配症でもある。
ティン
ラズの向かいのレヴィンの部屋に居候する家出少年。意地っ張りでラズの手を焼かせる反面、熱心に屋上庭園の植物の世話をしたり、家出少女のパムを連れてきたりする優しさも持つ。作中で11歳の誕生日を迎える。
レヴィン・ウィルソン
屋上庭園荘2階に住む青年で通称「レヴ」。物書きになろうと家を飛び出し、叔父のノーザンが管理する屋上庭園荘に転がり込んだ。ティンと同居しながら、絵本作家の道を模索する。
パム
両親の離婚に反発して母親の元から飛び出した少女。屋上庭園荘でラズと同居することになる。のち母親と和解し、ともに屋上庭園荘の1階で暮らす。
ノーザン
屋上庭園荘の大家で絵本作家の男性。一つ屋根の下で暮らす若者や子どもたちを温かく見守る。
アレイ・ノースウッド
ラズの高校時代の同級生で、卒業後、各地の徒歩旅行を続けている若者。行きだおれているところをレヴィンの妹アリシアが発見し、屋上庭園荘に担ぎ込む。ティン、パム、アレイの3人の名は当時作者がファンだった音楽ユニット「ティン・パン・アレー」にちなむ。

## 各話一覧
（かっこ内は掲載誌）
- 春咲きハプニング(1982年LaLa4月大増刊)
- とりあえず楽園(1983年LaLa2月大増刊)
- ラビリンス経由(1983年LaLa4月大増刊)
- わんだふる・でい(1983年LaLa7月大増刊)
- 王様たちの前奏曲(1983年LaLa9月大増刊)
- 楽園行き・春(1984年LaLa2月大増刊)
- サマー・タイム(1984年LaLa8月大増刊)
- ホット・ミルク・タイム(1986年Wendy・SPRING号)
- 夜には星が降ってくる(1986年Wendy・JUNE号)
- 風交点雑感(1986年Cindy・SUMMER号)
- ペイルグレー(1986年Cindy・AUTUMN号)
- エヴァグリーン・ガーデン(1987年Cindy・WINTER号)
- CHARACTERS ALBUM(1987年単行本2巻書き下ろし)